# Mongólia na Universíada de Verão de 2021
A Mongólia participou da Universíada de Verão de 2021, que aconteceu em Chengdu, na China, entre 28 de julho e 8 de agosto de 2023.
Foram 80 atletas — 46 masculinos e 34 femininos — em nove modalidades olímpicas.

## Competidores
Estas foram as modalidades e atletas que disputaram a edição:
| Esporte       | Masculino | Feminino | Total |
| ------------- | --------- | -------- | ----- |
| Basquetebol   | 12        | 0        | 12    |
| Esgrima       | 3         | 3        | 6     |
| Judo          | 7         | 7        | 14    |
| Natação       | 7         | 2        | 9     |
| Taekwondo     | 5         | 3        | 8     |
| Tênis         | 1         | 2        | 3     |
| Tênis de mesa | 4         | 5        | 9     |
| Tiro          | 3         | 7        | 10    |
| Tiro com arco | 4         | 5        | 9     |
| Total         | 46        | 34       | 80    |

## Medalhas

### Medalhistas
Estes foram os medalhistas desta edição:
| Medalha | Esporte | Atleta                    | Prova                 |
| ------- | ------- | ------------------------- | --------------------- |
| Bronze  | Judo    | Odgereliin Uranbayar      | Masculino – até 73kg  |
| Bronze  | Judo    | Batbayaryn Erdenet-Od     | Feminino – até 78kg   |
| Bronze  | Judo    | Batkhuyagiin Gonchigsüren | Masculino – até 100kg |
| Bronze  | Judo    | Dambadarjaagiin Nominzul  | Feminino – acima 78kg |

### Por modalidade
Estas foram as medalhas por modalidade nesta edição:
| Esporte | Medalha de ouro | Medalha de prata | Medalha de bronze | Total de medalhas |
| ------- | --------------- | ---------------- | ----------------- | ----------------- |
| Judo    | 0               | 0                | 4                 | 4                 |
| Total   | 0               | 0                | 4                 | 4                 |